# Фаррен, Марк
Марк Фаррен (англ. Mark Farren; 1 мая 1982, Донегол, Ольстер — 3 февраля 2016, Мовилл, Ольстер) — ирландский футболист. Играл на позиции нападающего.

## Карьера
Его футбольная карьера начиналась в «Транмир Роверс», где часто подвергался травмам. После выступал за «Хаддерсфилд Таун». Профессионально дебютировал в 2000 году в клубе «Финн Харпс», где принял участие лишь в 1 матче. В следующем году перешёл в «Монахан Юнайтед». В 2003 году по бесплатному трансферу стал игроком клуба «Дерри Сити».

### Дерри Сити
В 2005 году, избежав травм, с 18 голов в 31 матчах стал вторым лучшим бомбардиром. За это он удостоился награды Футболиста года в Ирландии. После подписания Кевина Макхью, место Фаррена в основном составе стало под угрозой. Тем не менее, он помог клубу выиграть национальный кубок.
В августе 2012 года было объявлено, что с января следующего года он станет игроком клуба «Гленавон».

## Смерть
В 2010 году у Фаррена была диагностирована доброкачественная опухоль головного мозга, однако он не прекращал карьеру, играя до 2014 года. 3 февраля 2016 года после долгой борьбы Фаррен скончался. В его честь «Дерри Сити» изъял из обращения футболки с номером 18, которую носил он во время пребывания в клубе.

## Достижения

### Клубные
- Обладатель Кубка Ирландии: 2006[13], 2012[14]
- Обладатель Кубка ирландской лиги: 2005[15], 2006[16], 2007[17], 2008[18], 2011[19]
- Чемпион Первого дивизиона: 2010[20]

### Индивидуальные
- Лучший бомбардир Премьер-лиги Ирландии: 2008 (16 голов)
- Лучший бомбардир Первого дивизиона Ирландии: 2010 (18 голов)